# Юнаціте
Юна́ціте (болг. Юнаците) — село в Пазарджицькій області Болгарії. Входить до складу общини Пазарджик.

## Населення
За даними перепису населення 2011 року у селі проживали 1522 особи.
Національний склад населення села:
| Національність   | Кількість осіб | Відсоток |
| ---------------- | -------------- | -------- |
| болгари          | 1011           | 69,4%    |
| цигани           | 422            | 29,0%    |
| турки            | 16             | 1,1%     |
| Всього відповіли | 1456           |          |

Розподіл населення за віком у 2011 році:
Динаміка населення: